# Verteson
Verteson (en francès Vertaizon) és un municipi francès situat al departament del Puèi Domat i a la regió d'Alvèrnia-Roine-Alps. L'any 2007 tenia 2.876 habitants.

## Demografia

### Població
El 2007 la població de fet de Vertaizon era de 2.876 persones. Hi havia 1.052 famílies de les quals 261 eren unipersonals (109 homes vivint sols i 152 dones vivint soles), 316 parelles sense fills, 397 parelles amb fills i 78 famílies monoparentals amb fills.
La població ha evolucionat segons el següent gràfic:
Habitants censats

### Habitatges
El 2007 hi havia 1.150 habitatges, 1.075 eren l'habitatge principal de la família, 6 eren segones residències i 69 estaven desocupats. 1.005 eren cases i 144 eren apartaments. Dels 1.075 habitatges principals, 813 estaven ocupats pels seus propietaris, 232 estaven llogats i ocupats pels llogaters i 30 estaven cedits a títol gratuït; 6 tenien una cambra, 51 en tenien dues, 164 en tenien tres, 322 en tenien quatre i 533 en tenien cinc o més. 844 habitatges disposaven pel capbaix d'una plaça de pàrquing. A 424 habitatges hi havia un automòbil i a 553 n'hi havia dos o més.

### Piràmide de població
La piràmide de població per edats i sexe el 2009 era:
| Homes | Edats   | Dones |
| ----- | ------- | ----- |
| 0     | 95 o +  | 0     |
| 0     | 90 a 94 | 0     |
| 0     | 85 a 89 | 20    |
| 8     | 80 a 84 | 28    |
| 20    | 75 a 79 | 24    |
| 48    | 70 a 74 | 44    |
| 60    | 65 a 69 | 44    |
| 52    | 60 a 64 | 76    |
| 64    | 55 a 59 | 52    |
| 92    | 50 a 54 | 60    |
| 128   | 45 a 49 | 96    |
| 88    | 40 a 44 | 104   |
| 68    | 35 a 39 | 64    |
| 96    | 30 a 34 | 88    |
| 116   | 25 a 29 | 60    |
| 72    | 20 a 24 | 56    |
| 96    | 15 a 19 | 92    |
| 52    | 10 a 14 | 96    |
| 60    | 5 a 9   | 60    |
| 56    | 0 a 4   | 32    |

## Economia
El 2007 la població en edat de treballar era de 1.905 persones, 1.364 eren actives i 541 eren inactives. De les 1.364 persones actives 1.271 estaven ocupades (682 homes i 589 dones) i 93 estaven aturades (47 homes i 46 dones). De les 541 persones inactives 130 estaven jubilades, 135 estaven estudiant i 276 estaven classificades com a «altres inactius».

### Ingressos
El 2009 a Vertaizon hi havia 1.123 unitats fiscals que integraven 2.856,5 persones, la mediana anual d'ingressos fiscals per persona era de 18.034 €.

### Activitats econòmiques
Dels 116 establiments que hi havia el 2007, 1 era d'una empresa extractiva, 3 d'empreses alimentàries, 4 d'empreses de fabricació d'altres productes industrials, 31 d'empreses de construcció, 25 d'empreses de comerç i reparació d'automòbils, 10 d'empreses de transport, 8 d'empreses d'hostatgeria i restauració, 1 d'una empresa d'informació i comunicació, 2 d'empreses financeres, 5 d'empreses immobiliàries, 7 d'empreses de serveis, 11 d'entitats de l'administració pública i 8 d'empreses classificades com a «altres activitats de serveis».
Dels 43 establiments de servei als particulars que hi havia el 2009, 1 era una oficina d'administració d'Hisenda pública, 1 gendarmeria, 1 oficina de correu, 2 oficines bancàries, 3 tallers de reparació d'automòbils i de material agrícola, 1 taller d'inspecció tècnica de vehicles, 1 autoescola, 6 paletes, 10 guixaires pintors, 4 fusteries, 3 lampisteries, 1 empresa de construcció, 3 perruqueries, 4 restaurants, 1 agència immobiliària i 1 saló de bellesa.
Dels 9 establiments comercials que hi havia el 2009, 1 era una botiga de més de 120 m², 4 fleques, 1 una carnisseria, 1 una llibreria, 1 una botiga d'equipament de la llar i 1 una botiga de mobles.
L'any 2000 a Vertaizon hi havia 10 explotacions agrícoles que ocupaven un total de 670 hectàrees.

## Equipaments sanitaris i escolars
El 2009 hi havia 1 farmàcia i 1 ambulància.
El 2009 hi havia 1 escola maternal i 1 escola elemental.

## Poblacions més properes
El següent diagrama mostra les poblacions més properes.